# エッチング
エッチング（英: Etching）または食刻（しょっこく）とは、化学薬品などの腐食作用を利用した塑形ないし表面加工の技法。使用する素材表面の必要部分にのみ（防錆）レジスト処理を施し、腐食剤によって不要部分を溶解侵食・食刻することで目的形状のものを得る。
銅版による版画・印刷技法として発展してきた歴史が長いため、銅や亜鉛などの金属加工に用いられることが多いが、腐食性のあるものであれば様々な素材の塑形・表面加工に応用可能である。
金属の試験片をナイタール（エタノールと硝酸の混合液）などの腐食液によって表面を腐食することで、金属組織の観察や検査などに用いられている。

## フォトエッチング
光硬化樹脂にパターンを露光する事でマスキングする。現在、大半のマスキングに用いられる。

## 版画・印刷
まず1500年ころにアウクスブルクのダニエル・ホッファーが鉄版による版画を制作したのが始まりと言われる。そして、1520年ころに銅版によるエッチングを最初に制作を始めたのがネーデルラントのルーカス・ファン・レイデンであるといわれる。16世紀には全ヨーロッパに広まった。後に1783年に日本で初めて司馬江漢がエッチングの作品を制作した。タンポ等で防食処理を施した銅板の表面を針(ニードル)で削り、その後腐食させることで凹版を得るのに使用する。腐食作用を通じて間接的に版を加工するので、凹版画技法のなかではさらに、間接法に分類される。直接銅板に線を彫っていく直接法よりも線を意のままに描きやすい。詳しくは版画を参照。

エッチングの現代の手順

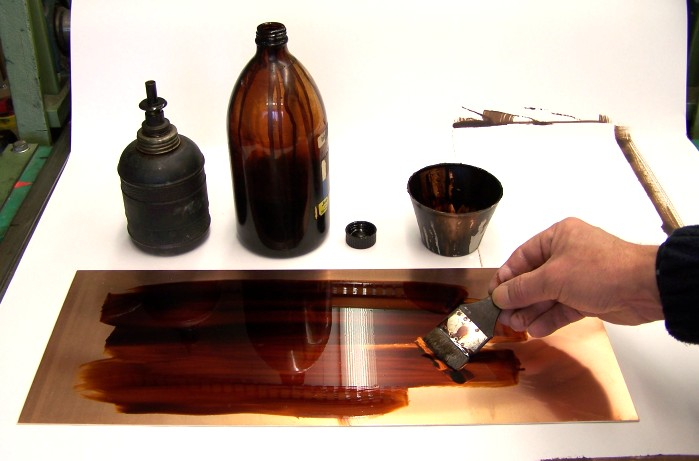
液体グランド(防錆剤)を塗る行程

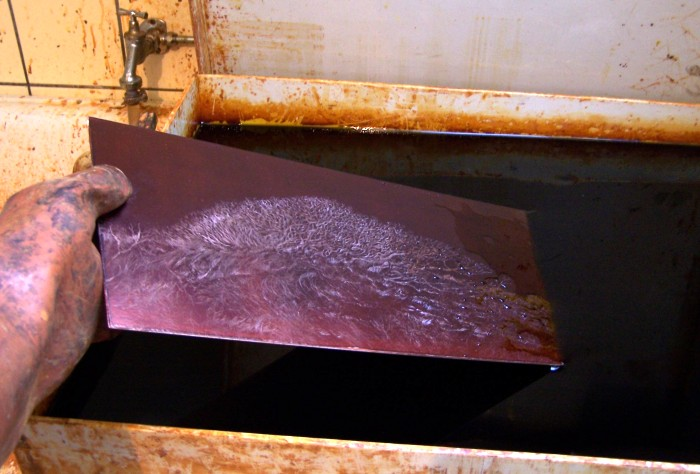
腐食液につけて彫刻した線を腐食させる行程

### エッチング作家
- オーガスタス・ジョン
- コルネリス・コート
- ルーカス・ファン・レイデン
- レンブラント・ファン・レイン
- ジャック・カロ
- ヴァルター・コンツ
- ジャーク・ヒニズドフスキー
- フリードリヒ・メクセペル
- シャルル・メリヨン
- 亜欧堂田善
- 梅村翠山
- 瑛九
- 尾関トヨ
- 加納光於
- 駒井哲郎
- 佐藤恵美
- 司馬江漢
- 中林忠良
- 松田緑山
- 松本保居
- 松本竜山
- 安田田騏

## 電子回路
プリント基板(Printed Circuit Board)の作成に用いられる。近年は細密化多層化している。銅箔のエッチング時の化学反応は以下のとおりである。
塩化鉄(III)の3価の鉄イオンが銅に電子を与えられて2価になり、銅は最終的に銅(II)イオンになる。塩化鉄(III)は塩化鉄(II)になる。
{\displaystyle {\rm {FeCl_{3}+Cu\longrightarrow FeCl_{2}+CuCl}}}
{\displaystyle {\rm {FeCl_{3}+CuCl\longrightarrow FeCl_{2}+CuCl_{2}}}}

## 金属加工
プレスなどでは難しい複雑な加工のためにエッチングが応用されている。携帯電話等、電子機器に使用されているプリント基板、ICのリードフレームや電気カミソリの網刃、カラーCRTのシャドーマスクなどの厚さ数十から数百μmの金属板材部品などを製造する技術もある。この方法で作製される模型のパーツはエッチングパーツと呼ばれる。銅合金のエッチングには塩化第二鉄水溶液を使用する。塩化第二鉄が電子を銅に与える事によって銅をイオン化する。塩化第二鉄は塩化第一鉄になる。プレスで打ち抜くと加工工程で塑性変形する為に残留応力が残るが、エッチングであれば残留応力が残らない。但し、圧延工程において板金内部に残留応力が残っている場合は片面がエッチングされた場合、内部の残留応力バランスが崩れて反る場合がある。対策としては加熱して焼き鈍し等によって残留応力を事前に除去する。
JIS規格では熱処理した鉄鋼材料のエッチングによる組織試験法が規定されている。

## 半導体工学
半導体工学分野では、フォトリソグラフィとしてウェハーなどの半導体上の薄膜を形状加工する微細加工技術(マイクロファブリケーション)に応用されている。半導体ウェハー上に酸化膜等の薄膜を形成し、フォトレジストを塗布してパターンを露光した後にエッチングにより不要な薄膜を除去する。半導体の微細化において結晶構造による特性を利用して異方性エッチングを用いる場合もある。近年ではMEMSの製造にも用いられる。

### ウェットエッチング
弗酸などの液体を使用する。プリント基板の配線形成のため導体（主に銅箔）を除去するための工程として用いられる。エッチング液としては塩化第二鉄などが用いられる。

### ドライエッチング
四フッ化炭素などのガスを使用する。

## 異方性エッチング
結晶構造の違いによる縦横の反応性の違いを利用して縦横比の大きい構造を形成する技術である。反応に用いる薬剤は反応性が弱い種類を使用する為、処理に時間がかかる。綿密に濃度、温度の管理をする必要がある。

## その他
- ガラスへのエッチングを利用した装飾技法としてエッチンググラス(ガラスエッチング)がある。日本ではこの技法は明治時代に国費留学生の宇野澤辰美がステンドグラス技法と共に持ち帰った技術がその始まり。その後、昭和初期から大阪や東京で板ガラスへの作品が作られ、百貨店等に施工される事例が多く見られるようになった。1933年（昭和8年）建築の村野藤吾設計のそごう百貨店本店（大阪・心斎橋）の1階正面欄間・エントランスドアーが有名で平成12年に建て替えられるまで60余年使われていた。戦前では高島屋グランドフロアや丸物百貨店や大阪証券取引所ビルでも使用された。今日では公共建築物やホテル・住宅等あらゆる建築物を飾るようになりガラス装飾技法の中心となっている。一方、1960年代頃から欧米のアーツアンドクラフト運動の影響で日本でもクラフトブームが到来し、趣味の分野でのエッチングのガラスへの応用も多く見られるようになっている。また、自動車の盗難を防ぐためにガラスに車体の番号を埋め込む「カーシールドエッチング」(グラスウエルドジャパンの登録商標)の技術もある[3]。

- 歯面の脱灰処理もエッチングという。歯科領域におけるエッチングの目的は、

1. 窩洞形成後の窩洞表面に付着した汚染物の除去
2. 切削により形成されるスミヤー層の除去

である。

## 主なエッチングメーカー
- 大阪エッチンググラス
- 日本エッチング[4]
- ワールドエッチング[5]
- ニューテックス[6]

## 廃液処理
エッチング後の廃液には重金属が含まれており、処理剤や電気分解によって回収する。

## シミュレーションソフトウェア
- SUGAR
- MCROCAD
- AnisE (IntelliSense社)
- IntelliEtch (IntelliSense社)